# Adenosinový receptor

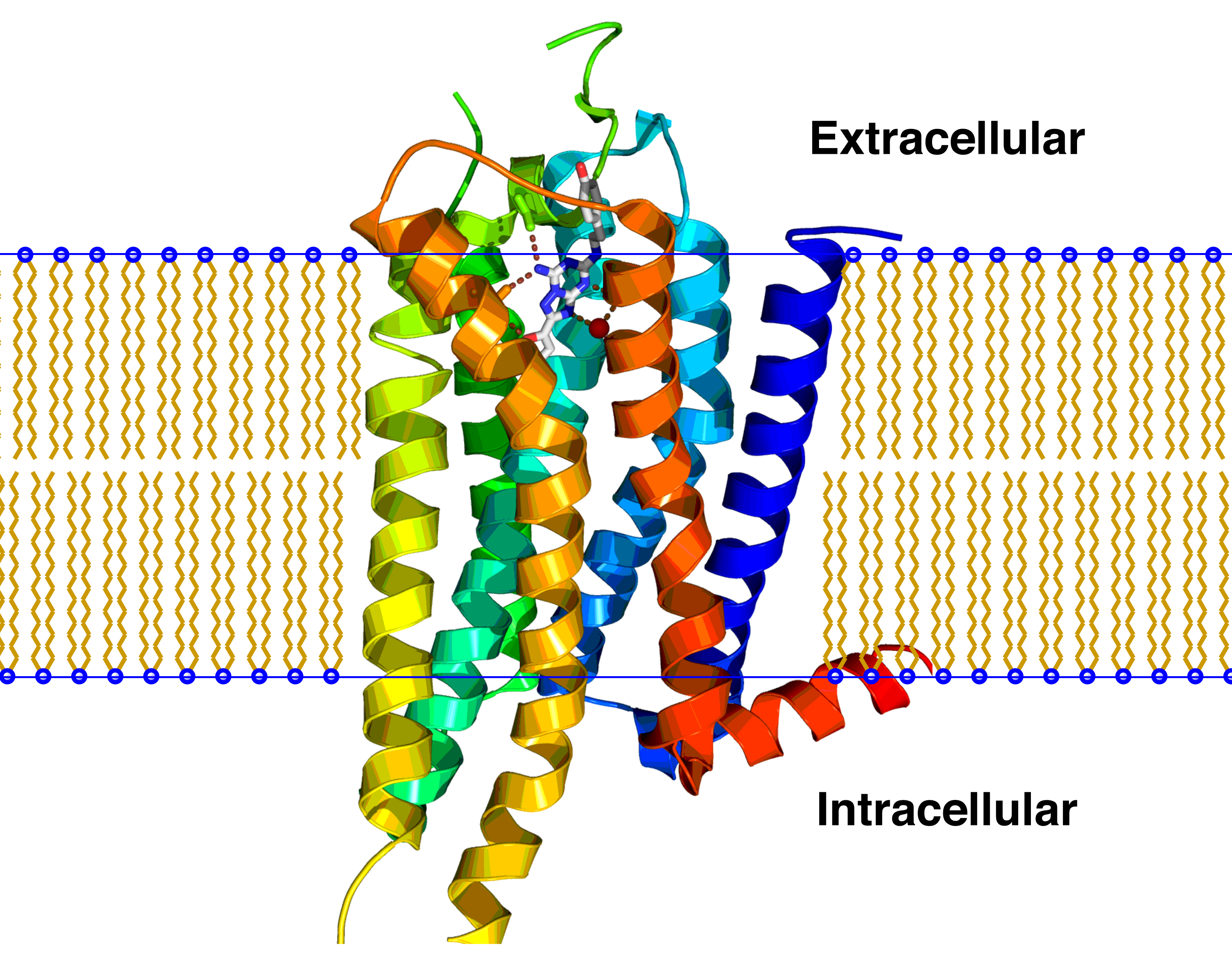
A_{2A} receptor

Adenosinový receptor (AR, také P1 purinoreceptor) je receptor, na který se váže adenosin. Patří do skupiny receptorů spřažených s G proteinem a vyskytuje se nejen v centrální nervové soustavě, ale i v srdeční svalovině, cévním a imunitním systému, na buňkách trávicího traktu i v ledvinách, plicích i třeba játrech. Po navázání adenosinu dojde k aktivaci příslušného G proteinu na vnitřní straně membrány, načež dojde buď k vzestupu, nebo k poklesu nějakého druhého posla (nejčastěji cAMP nebo IP3). Na konci signální kaskády je určitá metabolická funkce, která závisí na konkrétním typu adenosinového receptoru:

## Třídy
Existuje několik typů adenosinových receptorů:
- A1 receptory – v centrální nervové soustavě podporují útlum a spánek a snižují excitabilitu neuronů na určité přenašeče, v srdci snižují srdeční frekvenci a tlak a také částečně chrání před ischemií srdeční tkáně
- A2A receptory – ve striatu působí proti D2 dopaminovým receptorům, v cévním systému rozšiřují cévy, dále působí protizánětlivě
- A2B receptory – vyskytují se téměř v celém těle, ale o jejich funkci není jasno, ale účastní se evidentně kontroly hladkého svalstva a imunitního systému
- A3 receptory – nemají jasnou funkci, někdy se účastní např. aktivace žírných buněk

Antagonistou receptorů A1 je známý alkaloid a droga kofein. Z toho je zřejmé, proč tato látka působí proti spánku a únavě.